# Michel Piguet
Pour les articles homonymes, voir Piguet.
Michel Piguet est un hautboïste, joueur de flûte à bec et pédagogue suisse né le 30 avril 1932 à Genève et mort dans la même ville le 14 novembre 2004.

## Biographie
Michel Piguet naît le 30 avril 1932 à Genève,.
Il commence ses études musicales au Conservatoire de sa ville natale, puis étudie au Conservatoire national supérieur de musique de Paris, où il est élève notamment de Roland Lamorlette en hautbois et d'Olivier Messiaen en analyse musicale,.
En 1956, il entre à l'Orchestre de la Tonhalle de Zurich, dont il devient en 1961 hautbois solo. Passionné de musique baroque, il fonde avec Christopher Schmidt l'ensemble Ricercare de Zurich, spécialisé dans l'interprétation de la musique ancienne.
En 1964, Michel Piguet quitte l'Orchestre de la Tonhalle pour enseigner le hautbois baroque à la Schola Cantorum de Bâle. Il pratique également la flûte à bec, qu'il professe au Conservatoire de Zurich.
Le chef d'orchestre et musicographe Alain Pâris juge que le jeu de Piguet « et ses restitutions de musique ancienne s'appuient sur de solides connaissances musicologiques ».
Michel Piguet meurt le 14 novembre 2004 à Genève.